# 左脚刹车
左脚刹车是在汽车驾驶中用左脚来操作刹车踏板的技术，从而使右脚可以专门用于控制油门踏板。而在传统的驾驶方式中，左脚控制离合器踏板，右脚控制刹车和油门两个踏板。
使用左脚刹车最基本的优势在于减少右脚在油门和刹车之间移动的时间，从而使右脚也可以用于控制负荷转移；而其最大劣勢則在於絕大多數的道路用車，煞車與油門是放在同一邊，緊急狀況時容易出錯。
左脚刹车最常被使用在赛车运动中。在道路驾驶中，許多國家將其視為危險動作（如駕照考試時看到左腳煞車就扣分、甚至直接算沒通過），但仍有驾驶员在驾驶自动变速器汽车时堅持全程使用，因为此时左脚不需要控制离合器。

## 道路驾驶
对于使用自排變速箱的車來說，由于没有离合器踏板，刹车踏板会比手排汽车偏左，在操駕上便具有使用左脚刹车的可能性（对于歐洲車，刹车位置不变而只是取消离合器踏板的车型也存在）。因此，对于自排车，刹车应该使用左脚还是右脚控制，便存在著争议，前述的两种方案都各有优劣。但是目前多数的驾驶培训，都将以右脚刹车作为基本的教學方案。
然而仍然有人推荐在日常驾驶自排車時，使用左脚刹车。支持方认为，相對於手排车，駕駛的左腳負責离合器踏板，如果车辆前方有障碍时得以准备踩下踏板。相對地自排車並不需要控制離合器的接合，因此驾驶员将左腳放在刹车上可以减少移动脚的时间，因此会更加安全。而且将两只脚的任务分开，也可以降低驾驶的难度。
反对方则认为，如果驾驶需要交替驾驶自排與手排車，采用这种方式很容易造成操作上的混淆。对于多數车型，用左脚踩刹车也不现实。因為煞車及油門都放在右邊，而且当左脚习惯于踩离合器踏板之后，也很难习惯平滑地踩下刹车。对于没有配备专业座椅和安全带的普通车辆，如果左脚长期放在刹车上，在刹车和转弯时左脚无法支撑身体，姿势会无法稳定，相較於右腳煞車，左腳剎車在緊急狀況下更容易把油門當煞車踩、或同時踩到煞車及油門。由于汽車长期的生產历史，汽车产商、驾校和政府也并不推荐（甚至禁止）使用左脚踩刹车，有些地方的考照規定甚至會有看到左腳煞車就出局的情況（上坡起步及特殊車輛例外）。而支持者则认为通过生产专门的左脚刹车自动变速器车辆，将刹车踏板置于原离合器的位置，并改变汽车驾驶的教学，可以克服以上的困难；而實際上許多禁止左腳煞車的考照規定，早就允許特殊車輛採用左腳煞車（一般為將煞車放置於左邊的特殊車輛）。鑒於太多因為緊張而把油門當煞車踩的情況, 美國交通部於2018年建議習慣開自排的人可練習改用左腳踩煞車, 但前提是車輛必須配備煞車優先系統，這樣一來，就算緊張時兩腳一起踩下去, 也會因為煞車優先系統的介入，使車輛不加油，保有煞車的效果, 不會發生完全無煞車的暴衝。

## 特殊车辆
对于堆高機和翻斗车等特殊车辆，多数使用液力变矩器，而根据载荷的重量和工作的性质决定使用哪种齿轮，因此不需要像普通乘用车或卡车那样，在启动或加速时换档。由于这些车辆往往需要在停车状态下进行作业，并且不需要操作离合器，因此在右脚的刹车踏板以外，在原本离合器踏板的位置，往往安装有另一个刹车踏板，被称为微调踏板或离合脱开踏板。构造上相当于普通车辆中的刹车踏板安装了两个（从右往左为油门，刹车，刹车），或重量级车辆中，离合器和刹车安装在同一个踏板上（从右往左为油门，刹车，离合脱开踏板）。在刹车的同时脱开离合，是为了防止液力变矩器过热。
相比右脚刹车，左脚进行刹车工作效率更高。因此多数操作员都用左脚进行刹车。左脚刹车效率更高，不仅仅因为节省了换踏板的时间。对于这些作业车辆而言，在车辆停止的状态下，为了尽快地将叉子等载荷装置移动到目标位置，经常需要同时踩油门和刹车。这时如果要一只脚同时踩两个踏板就会比较困难，也存在车辆失控的危险。然而每次使用手刹并挂空挡，工作效率又太低。

## 赛车与拉力赛
在卡丁车与方程式赛车中，甚至一些自动变速器或半自动变速器公路汽车中，由于左脚不需要控制离合器，因此允许使用左脚来控制刹车。
赛车中经常遇到的一种需要左脚踩刹车的情况是，车手担心动力不足而不想通过抬起油门来产生转向过度，左脚的刹车可以产生一个轻度的转向过度，从而帮助车辆更好过弯。轻度左脚刹车也可以帮助减轻转向不足。
在拉力赛中，使用左脚刹车很有帮助，特别是当驾驶前轮驱动车辆时。它与漂移很相似，通过踩刹车锁死后轮，从而使后轮刹车有个大的压力偏移。而通过右脚操作油门踏板，控制引擎的输出大小，来控制车辆平衡。而对于后轮驱动或四轮驱动车辆，则不一定需要使用这种技巧，因为这种车辆可以通过在车轮上使用过剩的能量，通过反向锁定漂移来快速过弯。不过使用左脚刹车仍然有其优势，因为驾驶员需要一边减速一边滑动。在后轮驱动车辆中，当车辆处于反向锁定状态，左脚刹车可以用于防止车辆原地旋转。使用油门和刹车将锁定前轮，而给后轮更大的牵引力，从而带动车头转弯。

### 使用左脚刹车的车手
由于上述原因，在一级方程式赛车中多数驾驶员都采用左脚刹车的方式。然而仍然有少数像魯本斯·巴里切羅（Rubens Gonçalves Barrichello）这样，至今仍坚持用右脚刹车的车手。
在世界拉力锦标赛中，如Erik Carlsson、Rauno Aaltonen，Group B时代著名的Stig Blomqvist等车手，以及北欧出身的许多其他车手，很多都是用左脚刹车。到1960年以后，在蒙特卡洛拉力賽等赛事中，FF车辆的车手对于冰面、雪面的路面，为了使用tuck in等技巧，在湿滑的路面上快速过弯，经常使用左脚刹车。如Jean Ragnotti等车手。
在安装了限流板（restrictor plate）的NASCAR比赛中，选手们也经常使用左脚刹车，特别是在赛道拥挤的情况下。因为此时如果抬起油门，将会因为限流板而损失很多能量与速度。而保持右脚踩住油门，左脚轻踏刹车能够避免相撞或颠簸。
另外，一些选手也因为是左撇子，而更加喜欢左脚刹车。
互联网上许多人認為，如果经常将左脚放在刹车上，经常会无意中轻踩刹车，而同时踩下刹车和油门，会对车辆有很大损害，特别容易磨损变速箱和刹车；因此只有經由訓練的職業賽車手才能考慮使用這個技巧。
注意，这个技术与跟趾動作不同，是另外一种驾驶技术。

## 引用文献
1. 1 2  . Team-oneil.com.   [2009-05-04]. （原始内容存档于2009-04-16）.
2. 1 2  . driving-school.com.au.   [2007-10-10]. （原始内容存档于2007-04-29）. (from internet archive)
3. 1 2  . The Daily Telegraph. May 2001  [2007-10-10]. It is true that some drivers with automatic gearboxes use left-foot braking to good effect but, as a general rule, it is difficult to achieve the necessary sensitivity to brake smoothly when your left foot is used to operating a clutch pedal.[]
4. 1 2  . HonestJohn.co.uk.   [2007-10-11]. （原始内容存档于2010-03-05）.
5. ↑  . Rallyracingnews.com.   [2009-05-04]. （原始内容存档于2021-02-26）.
6. ↑  Dave Coleman. . sportcompactcarweb.com.   [2007-10-10]. （原始内容存档于2006-11-16）.
7. ↑  
 (PDF) (2). Rally Talk: 5. February 2005  [2007-10-10]. （原始内容 (PDF)存档于2007-10-07）.
8. ↑  . theitalianjob.com.   [2009-10-25]. （原始内容存档于2020-11-11）.
9. ↑  三栄書房「ラリー&クラシックス　Vol.4　"名優たち"の攻防」参考。
10. ↑  . rallycars.com.   [2007-10-10]. （原始内容存档于2016-08-07）.

## 相关书籍
- Ross Bentley. . Osceola, WI, USA: MBI Pub. Co. 1998. ISBN 0-7603-0518-8.
- Henry A. Watts. . Sunnyvale, Calif.: Loki Pub. Co. 1989. ISBN 0-9620573-1-2.